# Polystichum muticum
Polystichum muticum är en träjonväxtart som beskrevs av Edwin Bingham Copeland. Polystichum muticum ingår i släktet Polystichum och familjen Dryopteridaceae. Inga underarter finns listade.